# Luc Gijsbrecht
Luc Gijsbrecht is een personage uit de Vlaamse ziekenhuisserie Spoed dat werd gespeeld door Leo Madder. Hij was een vast personage van 2000 tot 2007.

## Personage
Luc Gijsbrecht (volledige naam Luc Johannes Alphonsin Gijsbrecht) is het hoofd van de spoedafdeling van het Algemeen Ziekenhuis in Antwerpen.
Luc heeft een zoon Tom en een buitenechtelijke dochter Hildeke. Zij krijgt pas na 18 jaar te horen dat Luc haar vader is en Tom haar broer. Eerder blijkt ze zwanger te zijn van Tom en moet nota bene abortus plegen. Dit wordt haar allemaal te veel en in aflevering 7 pleegt ze zelfmoord.
Lucs grote passie is Afrika. In seizoen 3 gaat hij samen met Cricri voor Artsen Zonder Grenzen een tijdje in het continent aan ontwikkelingshulp doen. De twee beleven er een avontuurtje, maar eens terug in België laat Luc haar duidelijk blijken dat het bij die ene keer zal blijven. Dit zorgt voor hevige discussies tussen de twee. Uiteindelijk leggen ze alles weer bij en worden ze opnieuw beste maatjes. Dit geluk is echter van korte duur, want wanneer het team onder vuur wordt genomen tijdens een interventie, wordt Cricri dodelijk getroffen. De kogel was eigenlijk voor Luc bedoeld, en hij voelt zich dan ook ontzettend schuldig.
Enkele jaren later trouwt hij met Marijke Willems, hoofd van pediatrie. Op hun bruiloft volgt er een ontploffing met veel dodelijke slachtoffers. Onder hen is ook ambulancier Cisse te betreuren.
Later zullen Luc en Marijke weer scheiden en zal Marijke Luc voortdurend het leven zuur gaan maken en zal ze zelfs hem verdringen als medisch directeur van het ziekenhuis. Hierbij wordt Luc aan het einde van seizoen 8 geveld wordt door een hartinfarct. Zijn leven hangt aan een zijden draad maar hij komt erdoor. In seizoen 9 wordt Marijke ontslagen als medisch directeur en zal Luc haar baan weer overnemen...

### Vertrek
Bij de start van seizoen 11 laat Luc op zich wachten. Dit zijn de collega's niet van Luc gewend en ze beginnen zich dan ook vragen te stellen, zeker wanneer plots een vreemde vrouw, Andrea Leroy, haar intrek neemt in zijn kantoor. Blijkt dat Gijsbrecht werd gepromoveerd, maar door zijn liefde voor de spoeddienst hier niet blij mee was en ontslag heeft genomen. Hij koos ervoor om zijn laatste dienstjaren te gaan wijden aan zijn andere grote lief, Afrika.

## Familie
- Jeannine Somers (relatie 2000-2001)
- † Hilde Somers (dochter met Jeannine)
- Tom Gijsbrecht (zoon met Christiane)
- Christiane Van Breda (gehuwd ..-2000)
- Marijke Willems (gehuwd 2004-2006)